# Tricolia adusta
Tricolia adusta là một loài ốc biển, là động vật thân mềm chân bụng sống ở biển thuộc họ Phasianellidae.

## Phân bố
- KwaZulu-Natal, South Africa[1]